# Френк Гейнс
Френк Гейнс, мол. (англ. Frank Haynes, Jr.; 8 жовтня 1928, Сан-Франциско, Каліфорнія — 30 листопада 1965, Нью-Йорк) — американський джазовий тенор-саксофоніст.

## Біографія
Народився 8 жовтня 1928 року в Сан-Франциско, штат Каліфорнія.
У 1960 році переїхав до Нью-Йорка. Грав з Ренді Вестоном, Волтером Бішопом, мол. та ін. в клубах Нью-Йорка. Записувася з квінтетом Дейва Бейлі (1961), Лесом Маккенном (1962), Кенні Доргемом, Ті-Боун Вокером та ін. Його кар'єра обірвалася через хворобу, у нього був діагностований рак.
Помер 30 листопада 1965 року в Нью-Йорку у віці 37 років. На його похоронах були присутні Джон Колтрейн, Телоніус Монк, Сонні Роллінс та ін.